# Tribunal Penal Internacional
|  | No s'ha de confondre amb Tribunal Internacional de Justícia, Tribunal Penal Internacional per a l'antiga Iugoslàvia, o Tribunal Penal Internacional per a Ruanda. |

El Tribunal Penal Internacional (TPI per les inicials, sovint mal anomenat també Cort Penal Internacional), és un tribunal de justícia internacional permanent, creat el 1998, amb la funció de perseguir a persones físiques que hagin comès crims de guerra, genocidi, o crims contra la humanitat (com són la tortura, l'apartheid, l'extermini, els assassinats, les desaparicions forçades, segrestos, i agressions, entre altres) definits en diversos acords internacionals, sobretot en l'Estatut de Roma. El TPI té la seu a la Haia, Països Baixos.
No s'ha de confondre el Tribunal Penal internacional amb el Tribunal Internacional de Justícia (també amb seu a la Haia), ja que aquest últim s'encarrega de resoldre disputes entre Estats.

## Història
La creació d'una Tribunal Penal amb caràcter internacional feia molt de temps que es buscava. En el 1919, després de la Primera Guerra Mundial, ja s'intentà jutjar al Kàiser Guillem II d'Alemanya per crim d'agressió, però sense poder arribar a un acord sobre la matèria.
Els seus antecedents es poden trobar en els Judicis de Nuremberg i els Judicis de Tòquio.
Malgrat d'aquest gran avenç, i el fet que l'ONU i el Consell de Seguretat d'aquesta organització intentà promoure la idea d'establir un Tribunal permanent internacional de justícia penal, no va ser fins després dels genocidis de l'antiga Iugoslàvia i de Ruanda (anys 1991-1995) que la idea no va prosperar amb força.
A més, el desenvolupament aconseguit en matèria de Drets Humans, fan que en la Conferència Diplomàtica de Plenipotenciaris de les Nacions Unides sobre l'establiment d'un Tribunal Penal Internacional, s'estableixi el Tribunal penal Internacional, el dia 17 de juliol de 1998, en l'acta final.
El Tribunal Penal Internacional, seria doncs, el primer organisme judicial internacional permanent encarregat de perseguir i condemnar els més greus crims en contra del Dret Internacional dels Drets Humans.
Perquè el TPI entrés en funcionament, es va posar com a quòrum mínim, que 60 països ratifiquessin l'Estatut de Roma. Malgrat que aquest nombre semblava massa elevat, i que es temia que s'aconseguís el nombre previst de ratificacions al cap de molt de temps, el període només fou de 3 anys des de la signatura de l'estatut (del 17 de juliol de 1998 a l'11 d'abril del 2002).
La ratificació número 60 va ser dipositada en una cerimònia a la seu de les Nacions Unides, sense que cap Estat tingués l'honor de ser-ne el signatari, ja que van ser 10 els països que van ratificar el tractat aquell dia (Bòsnia-Hercegovina, Bulgària, Cambotja, República Democràtica del Congo, Irlanda, Jordània, Mongòlia, Níger, Romania i Eslovàquia).
El TPI començà a funcionar l'11 de març del 2003.
Mèxic, el 28 d'octubre del 2003 es convertí en el país número 100 en ratificar l'Estatut de Roma.
El 10 i 11 de juny de 2010 es va celebrar la Conferència de revisió de l'Estatut de Roma a Kampala en la qual diversos estats —entre els quals Espanya i Andorra— van adoptar dues esmenes sobre els articles 2, 8 i 15 per tal d'ampliar la llista de conductes prohibides en conflictes armats no internacionals (afectacions a l'article 8) i ampliar la normativa relativa als crims d'agressió (articles 2, 8 i 15).

## Organització
La CPI té quatre òrgans principals: la Presidència, les Seccions Judicials, la Fiscalia i el Registre.
- El president és el jutge de més edat escollit pels seus companys de la Sala Judicial, que està formada per divuit jutges i coneix els casos davant el Tribunal.
- La Fiscalia investiga els delictes i inicia procediments penals davant la Sala Judicial.
- El Registre és dirigit pel Registrador i s'encarrega de gestionar totes les funcions administratives de la CPI, incloses la seu, la unitat de detenció i l'oficina de defensa pública.

Aquest tribunal de justícia dona feina a més de 900 persones d'uns 100 països i realitza els procediments en anglès i francès.

## Funcionament
La CPI va començar a operar l'1 de juliol de 2002, amb l'entrada en vigor de l'Estatut de Roma, un tractat multilateral que serveix com a carta i document de govern del tribunal. Els estats que esdevenen part de l'Estatut de Roma esdevenen membres de la CPI, que formen part de l'Assemblea d'Estats part, que administra el tribunal. El març de 2022, hi havia 123 estats membres de la CPI; 42 estats no han signat ni s'han sumat a l'Estatut de Roma.
Amb la intenció de servir com a "tribunal d'últim recurs", la CPI complementa els sistemes judicials nacionals existents i només pot exercir la seva jurisdicció quan els tribunals nacionals no vulguin o no puguin perseguir criminals. No té competència territorial universal i només pot investigar i perseguir delictes comesos dins dels estats membres, delictes comesos per ciutadans dels estats membres o delictes en situacions que s'han derivat al Tribunal pel Consell de Seguretat de les Nacions Unides.
La CPI va celebrar la seva primera audiència el 2006, sobre els càrrecs de crims de guerra contra Thomas Lubanga Dyilo, un senyor de la guerra congolès acusat de reclutar nens soldats; la seva condemna posterior el 2012 va ser la primera en la història del tribunal. La Fiscalia ha obert dotze investigacions oficials i està duent a terme nou exàmens preliminars addicionals.
Desenes d'individus han estat acusats a la CPI, entre ells el líder rebel d'Uganda Joseph Kony, l'expresident Omar al-Bashir del Sudan, el president Uhuru Kenyatta de Kenya, el cap d'estat libi Muammar Gaddafi, el president Laurent Gbagbo de Costa d'Ivori i l'exvicepresident Jean-Pierre Bemba de la República Democràtica del Congo.
El 17 de març de 2023, els jutges de la CPI van emetre ordres de detenció contra el líder rus Vladimir Putin i la comissària presidencial per als drets dels infants a Rússia Maria Lvova-Belova per segrestos de nens en la invasió russa d'Ucraïna de 2022. Putin es va convertir en el primer cap d'estat d'un membre permanent del Consell de Seguretat de l'ONU a ser objecte d'una ordre de detenció de la CPI. Tot i que Rússia va retirar la seva signatura de l'Estatut de Roma el 2016 i, per tant, no és partícip de la CPI ni sota la seva jurisdicció, pot ser acusat d'accions contra Ucraïna, que no és una part que hagi acceptat la jurisdicció del tribunal des del 2014. Si Putin viatja a un altre estat, pot ser arrestat per les autoritats locals.

## Responsabilitat penal individual
El Tribunal té competència sobre les persones físiques. Una persona que comet un delicte de la jurisdicció de la Cort és individualment responsable i sancionada d'acord amb l'Estatut de Roma. D'acord amb l'Estatut de Roma, una persona serà penalment responsable i sancionada per un delicte de la jurisdicció de la Cort si aquesta persona: Comet aquest delicte, ja sigui com a persona, conjuntament amb una altra persona o per mitjà d'una altra persona, independentment de si aquesta altra persona és penalment responsable; Ordena, sol·licita o indueix a la comissió d'aquest delicte que de fet es produeix o s'intenta; Amb el propòsit de facilitar la comissió d'un delicte d'aquest tipus, ajuda, incentiva o ajuda d'una altra manera en la seva comissió o el seu intent de comissió, incloent-hi proporcionar els mitjans per a la seva comissió; De qualsevol altra manera contribueix a la comissió o intent de comissió d'un delicte d'aquest tipus per part d'un grup de persones que actuen amb una finalitat comuna. Pel que fa al delicte de genocidi, incita directament i públicament a altres a cometre genocidi; Intents de cometre un delicte d'aquest tipus prenent mesures que comencin la seva execució mitjançant un pas substancial, però el delicte no es produeix per circumstàncies independents de les intencions de la persona.

## Membres

Partícips i signants de l'Estatut de Roma
Estat partícip
Signatari que no l'ha ratificat
Partícip que posteriorment va retirar la seva adhesió
Signatari que posteriorment va retirar la seva signatura
Estat no partícip, ni signatari

## Actualitat
Els primers casos tractats pel Tribunal Penal Internacional van ser els de la República Democràtica del Congo, Uganda i el Sudan, tramesos, ja pels mateixos Estats, ja pel Consell de Seguretat de l'ONU (en el cas del Darfur sudanès).
Organització
El Tribunal està compost per 18 magistrats. A més, compta amb un fiscal.
A la vegada, el TPI es divideix en tres Cambres separades.
- Cambra d'assumptes preliminars.
- Cambra de primera instància.
- Cambra d'apel·lacions.

També compta amb un Secretari Permanent, per organitzar l'àrea administrativa del tribunal i existeix un òrgan anomenat Assemblea d'Estats Membres, que administra i modifica la seva estructura i normes.
El 20 de maig de 2025, el parlament d'Hongria aprovà un projecte de llei per abandonar el TPI, sent el primer país europeu en sortir d'aquest organisme.

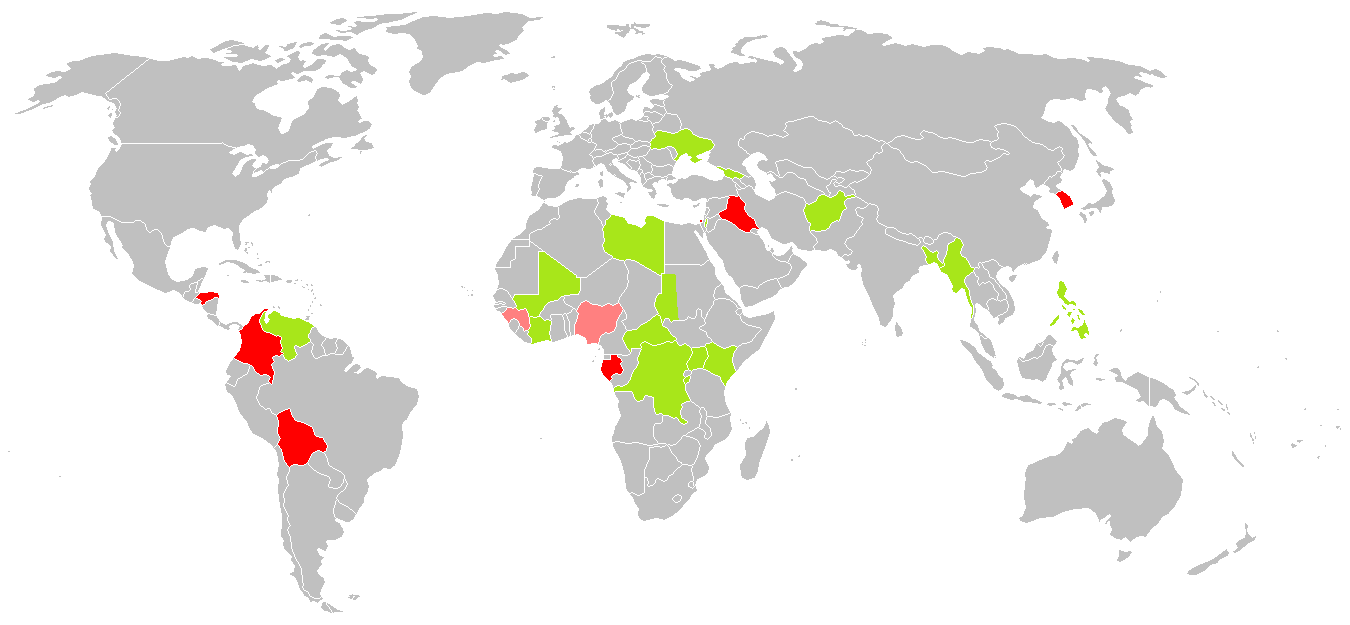
Investigacions del TPI, a partir de març de 2022.
Investigacions oficials
Autorització per obrir investigació sol·licitada
Exàmens preliminars en curs
Exàmens preliminars tancats

## Reserves

### Espanya
L'Estat espanyol va formular una a l'apartat b del paràgraf primer de l'article 103 de l'Estatut de Roma en la qual accepta rebre persones condemnades pel TPI sempre i quan la durada de la pena no excedeixi el màxim previst per qualsevol delicte en la legislació espanyola.